# ГЕС Сомплаго
ГЕС Сомплаго (італ. CENTRALE DI SOMPLAGO) — гідроелектростанція на північному сході Італії. Становить нижній ступінь у гідровузлі, спорудженому в верхів'ях річки Тальяменто (впадає в Адріатичне море між Венецією та Трієстом).
Відпрацьована на верхньому ступені — ГЕС Ампеццо — вода потрапляє у нижній балансуючий резервуар, створений на правому березі Лум'єй (ліва притока Тальяменто, що дренує південну частину Карнійських Альп). До резервуару також подається додатковий ресурс, відібраний із середньої течії Lumiei, після чого він спрямовується до дериваційного тунелю довжиною 18 км. На своєму шляху тунель по акведуку перетинає долину Tagliamento, переходячи таким чином до Карнійських Передальп, та далі прямує по правобережжю цієї річки до озера Лаго-ді-Верценьїс. Останнє створене арковою греблею Амб'єста висотою 59 метрів та має об'єм 3,4 млн м3. Отримавши тут істотне поповнення із додаткових водозаборів, вода через наступний тунель довжиною 8,5 км подається до машинного залу, розташованого далі по правобережжю біля озера Лаго-ді-Каваццо, при цьому створюється напір у 280 метрів.
Зал, споруджений у підземному виконанні, первісно обладнали трьома турбінами типу Френсіс загальною потужністю 150 МВт. На початку 2010-х років усі три турбогенератори, введені в експлуатацію у 1957 році, замінили на нові, що дозволило збільшити потужність станції до 172,8 МВт.
Відпрацьована вода відводиться у згадане вище озеро Лаго-ді-Каваццо, з якого дренується до однієї з приток Тальяменто.
Для видачі продукції використовують ЛЕП, що працюють під напругою 130 та 220 кВ.